# 프랑수아즈 도를레아크
프랑소와즈 돌레악(프랑스어: Françoise Dorléac, 1942년 3월 21일 ~ 1967년 6월 26일)은 프랑스의 배우이자, 가수이다.
그녀는 영화배우 모리스 돌레악과 르네 시모노의 딸이며, 카트린 드뇌브의 언니이다. 두 자매는 1967년 뮤지컬 영화 《로슈포르의 연인들》에 함께 출연하였다. 다른 작품으로는 필립 드 브로카 감독의 《리오의 사나이》, 프랑수아 트뤼포 감독의 《부드러운 살결》, 로만 폴란스키 감독의 《궁지》(Cul-de-sac, 막다른 골목), 발 게스트 감독의 《003 비밀공작전》 등이 있다.

## 생애
날씬하고 창백한 피부에 흑갈색 머리의 돌레악은 《부드러운 살결》(1964), 《리오의 사나이》(1964)로 유명해지기 전에도 코미디 영화 《아르센 루팡 대 아르센 루팡》(1962) 등 여러 영화에 출연했다.
로만 폴란스키 감독의 블랙 코미디 《궁지》(1966)에서는 불륜의 처로 출연했으며, 헐리우드 뮤지컬의 화려한 오마주인 《로쉬포의 연인들》(1967)에서는 진 켈리와 당시 헐리우드 스타였던 여동생 카트린 드뇌브와 함께 출연하였다. 프랑스어가 아닌 영화로는 《칭기즈 칸》(1965), 《003 비밀공작전》(1965), 《백만불짜리 두뇌》(1967) 등이 있다.

## 사망
국제적인 스타의 반열에 오르기 직전인 1967년 6월 26일, 영국에서 있을 작품 상영에 참석하기 위해 대여한 르노 10을 운전하여 니스 공항으로 가던 중 니스 부근 10km 지점의 고속도로 출구 표지판과의 충돌로 차가 전복되어 불길에 휩싸였다. 그녀는 차에서 빠져 나가려 했으나 차 문이 열리지 않았던 것으로 보이며, 사고 후 경찰은 수표책과 일기와 면허증으로 그녀임을 확인했다.